# ليستير هورتون
ليستير هورتون (بالإنجليزية: Lester Horton)‏ هو راقص ومدرس أمريكي، ولد في 23 يناير 1906 في إنديانابوليس في الولايات المتحدة، وتوفي في 2 نوفمبر 1953 في لوس أنجلوس في الولايات المتحدة بسبب نوبة قلبية.

## وصلات خارجية
- ليستير هورتون على موقع IMDb (الإنجليزية)
- ليستير هورتون على موقع الموسوعة البريطانية (الإنجليزية)
- ليستير هورتون على موقع أول موفي (الإنجليزية)
- ليستير هورتون على موقع قاعدة بيانات الأفلام السويدية (السويدية)